# Washington County (Arkansas)
Das Washington County ist ein County im US-Bundesstaat Arkansas. Der Verwaltungssitz (County Seat) ist Fayetteville.
Das Washington County ist Bestandteil der Metropolregion Fayetteville–Springdale–Rogers in Arkansas und Missouri.

## Geographie
Das County liegt fast im äußersten Nordwesten von Arkansas, grenzt im Westen an Oklahoma und hat eine Fläche von 2476 Quadratkilometern, wovon 16 Quadratkilometer Wasserfläche sind. Es grenzt an folgende Countys:
|                         | Benton County   |                |
| Adair County (Oklahoma) | Kompass         | Madison County |
|                         | Crawford County |                |

## Geschichte

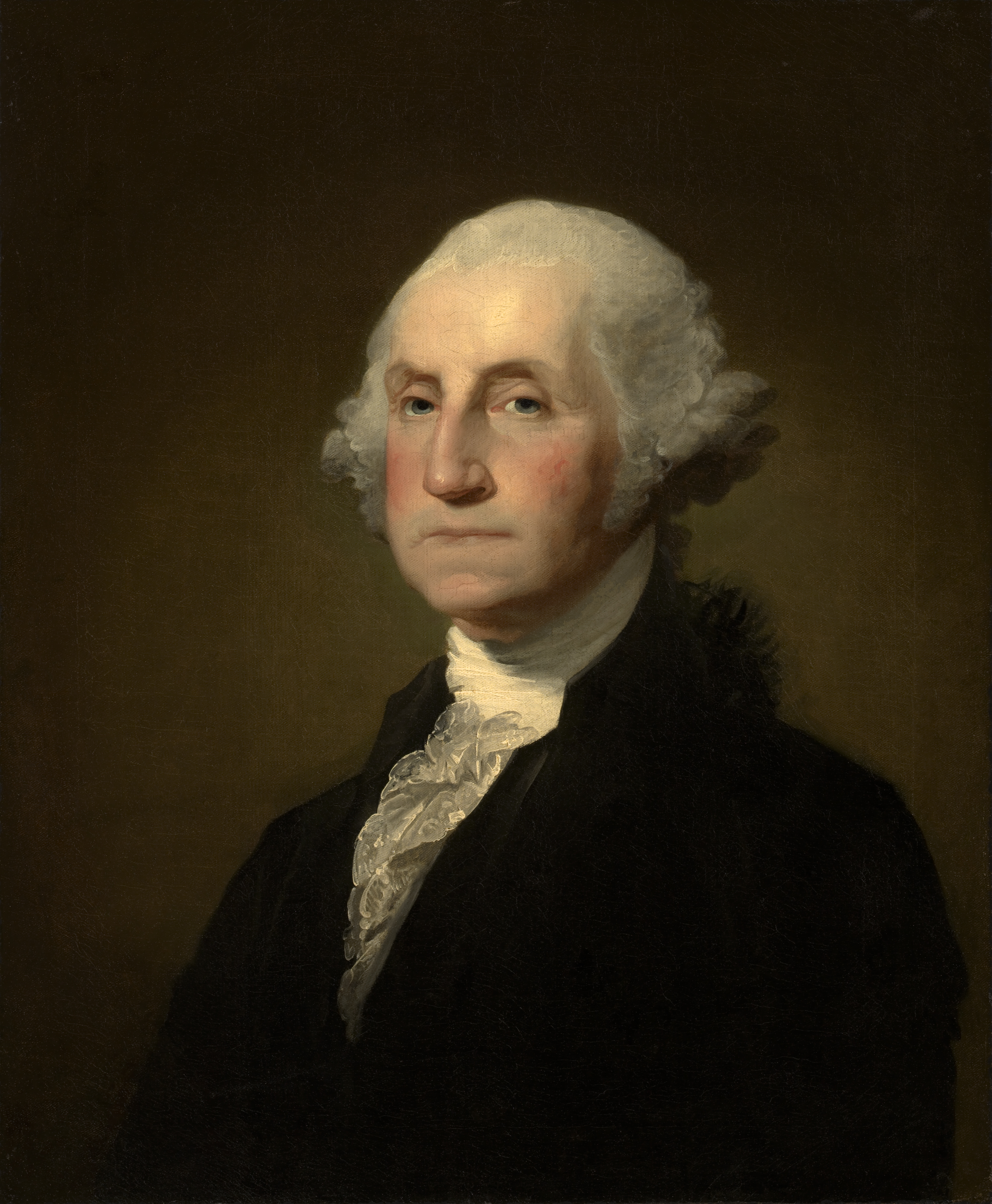
George Washington

Das Washington County wurde am 17. Oktober 1828 aus Teilen des Crawford County gebildet. Benannt wurde es nach Präsident George Washington. Die Bezirkshauptstadt hieß zuerst ebenfalls Washington, aber nachdem es im Hempstead County ebenfalls eine Gemeinde mit dem Namen Washington gab, benannte man die Stadt um in Fayetteville. Am 28. November 1862 fand hier die Schlacht von Cane Hill und am  7. Dezember des gleichen Jahres die Schlacht bei Prairie Grove zwischen den Unionstruppen und den Konföderierten statt.

## Demografische Daten

Alterspyramide des Washington County (Stand: 2000)

Nach der Volkszählung im Jahr 2000 lebten im Washington County 157.715 Menschen. Davon wohnten 6.060 Personen in Sammelunterkünften, die anderen Einwohner lebten in 60.151 Haushalten und 39.459 Familien. Die Bevölkerungsdichte betrug 64 Einwohner pro Quadratkilometer. Ethnisch betrachtet setzte sich die Bevölkerung zusammen aus 88,00 Prozent Weißen, 2,24 Prozent Afroamerikanern, 1,25 Prozent amerikanischen Ureinwohnern, 1,54 Prozent Asiaten, 0,53 Prozent Bewohnern aus dem pazifischen Inselraum und 4,26 Prozent aus anderen ethnischen Gruppen; 2,17 Prozent stammen von zwei oder mehr Ethnien ab. Unabhängig von der ethnischen Zugehörigkeit waren 8,20 Prozent der Bevölkerung spanischer oder lateinamerikanischer Abstammung.
Von den 60.151 Haushalten hatten 32,5 Prozent Kinder oder Jugendliche im Alter unter 18 Jahre, die mit ihnen zusammen lebten. 52,3 Prozent waren verheiratete, zusammenlebende Paare, 9,4 Prozent waren allein erziehende Mütter, 34,4 Prozent waren keine Familien. 25,8 Prozent aller Haushalte waren Singlehaushalte und in 7,1 Prozent lebten Menschen im Alter von 65 Jahren oder darüber. Die Durchschnittshaushaltsgröße lag bei 2,52 und die durchschnittliche Familiengröße bei 3,07 Personen.
25,0 Prozent der Bevölkerung waren unter 18 Jahre alt, 15,3 Prozent zwischen 18 und 24, 30,2 Prozent zwischen 25 und 44, 19,5 Prozent zwischen 45 und 64 und 9,9 Prozent waren 65 Jahre oder älter. Das Durchschnittsalter betrug 31 Jahre. Auf 100 weibliche  kamen statistisch 100,4 männliche Personen und auf 100 Frauen im Alter von 18 Jahren und darüber kamen durchschnittlich 98,7 Männer.
Das jährliche Durchschnittseinkommen eines Haushalts betrug 34.691 USD, das Durchschnittseinkommen der Familien 42.795 USD. Männer hatten ein Durchschnittseinkommen von 29.428 USD, Frauen 21.769 USD. Das Prokopfeinkommen betrug 17.347 USD. 9,4 Prozent der Familien und 14,6 Prozent der Einwohner lebten unterhalb der Armutsgrenze.

## Kultur und Sehenswürdigkeiten

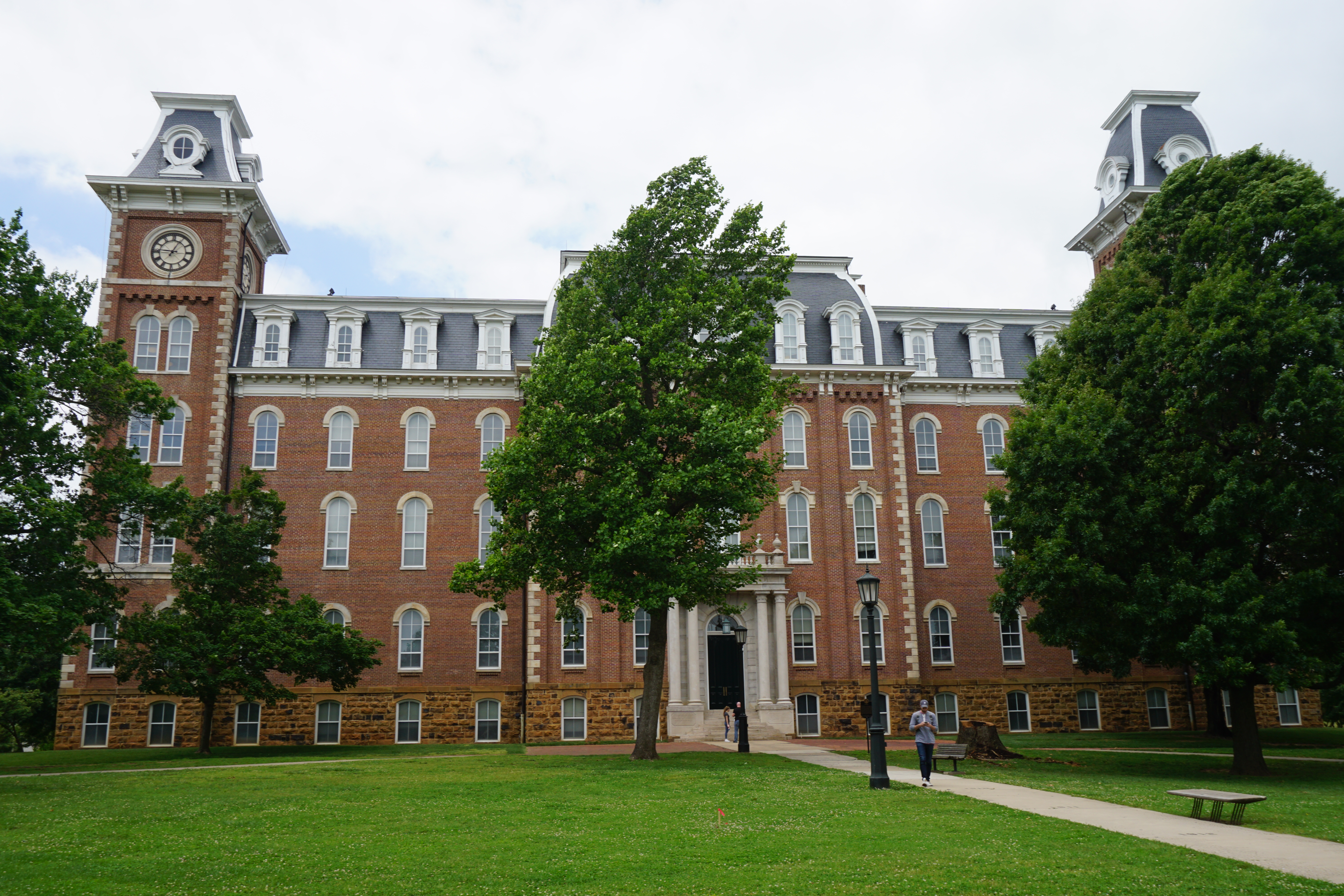
Old Main (2017). Dieses 1875 fertiggestellte Gebäude ist das älteste auf dem Campus der University of Arkansas und wurde im Juni 1970 als erstes Objekt des County im NRHP eingetragen.

151 Bauwerke, Stätten und historische Bezirke (Historic Districts) des Countys sind im National Register of Historic Places („Nationales Verzeichnis historischer Orte“; NRHP) eingetragen (Stand 22. Juli 2022), darunter das Gerichts- und Verwaltungsgebäude des County und 21 Historic Districts.

## Orte im Washington County
- Appleby
- Arnett
- Baldwin
- Banyard
- Black Oak
- Blackburn
- Brentwood
- Canehill
- Cincinnati
- Clyde
- Durham
- Dutch Mills
- Elkins
- Elm Springs1
- Evansville
- Farmington
- Fayette Junction
- Fayetteville
- Floss
- Goshen
- Greenland
- Habberton
- Harmon
- Harris
- Hazel Valley
- Hicks
- Hogeye
- Hubbard
- Johnson
- Lincoln
- Mayfield
- McNair
- Morrow
- Mount Olive
- Oak Grove
- Odell
- Onda
- Pilgrims Rest
- Prairie Grove
- Rhea
- Savoy
- Skylight
- Sonora
- Spring Valley
- Springdale1
- Strickler
- Sulphur City
- Summers
- Sunset
- Suttle
- Tolu
- Tontitown
- Tuttle
- Walnut Grove
- Weddington
- West Fork
- Wheeler
- White Rock
- Winslow
- Woolsey
- Wyman
- Wyola

1 – teilweise im Benton County

Townships
- Boston Township
- Brush Creek Township
- Cane Hill Township
- Center Township
- Cove Creek Township
- Crawford Township
- Durham Township
- Dutch Mills Township
- Elkins Township
- Elm Springs Township
- Farmington Township
- Fayetteville Township
- Goshen Township
- Greenland Township
- Harmon Township
- Johnson Township
- Lees Creek Township
- Lincoln Township
- Litteral Township
- Marrs Hill Township
- Mountain Township
- Morrow Township
- Prairie Grove Township
- Prairie Township
- Price Township
- Reed Township
- Rheas Mill Township
- Richland Township
- Springdale Township
- Starr Hill Township
- Tontitown Township
- Valley Township
- Vineyard Township
- Wedington Township
- West Fork Township
- Wheeler Township
- White River Township
- Winslow Township
- Wyman Township